# Swordfish
Swordfish — інструмент комп'ютерного перекладу (CAT), що базується на відкритих стандартах.
Початковий код Swordfish доступний за ліцензією Eclipse Public License v1.0 на GitHub. Будь-хто може безкоштовно завантажити, скомпілювати, модифікувати та використовувати вихідний код відповідно до умов ліцензії.

## Особливості
Swordfish працює зі стандартом XLIFF після вилучення текстів з файлів різних форматів. Програма зберігає пам'ять перекладів у внутрішній базі даних і може експортувати її у стандартному форматі TMX; також можливий імпорт. Якщо потрібен спільний доступ, замість внутрішньої бази даних можна використовувати сервер RemoteTM.
Swordfish підтримує обмін пам'ятями перекладів за допомогою формату TMX (Translation Memory eXchange) — незалежним від постачальників відкритим XML-стандартом для обміну даними пам'яті перекладів, розробленим асоціацією LISA (Localisation Industry Standards Association).
Swordfish підтримує такі галузеві стандарти локалізації:
- Юнікод
- XLIFF (обміну даними локалізації XML)
- TMX (обмін пам'ятями перекладів)
- SRX[en] (обмін правилами сегментації)
- PO (портативний об'єкт)
- TBX (обмін термінологічними базами)

## Підтримувані формати файлів
Swordfish підтримує роботу з файлами таких форматів:

### Загальна документація
- Adobe InCopy ICML
- Adobe InDesign Interchange (INX)
- Adobe InDesign IDML CS4, CS5, CS6 та CC
- HTML
- Microsoft Office (2007 та новіші версії)
- Microsoft Visio XML Drawings (2007 та новіші версії)
- MIF (Maker Interchange Format)
- OpenOffice / LibreOffice / StarOffice
- Простий текст
- SDLXLIFF (Trados Studio)
- SRT (субтитри)
- Пакети Trados Studio (.sdlppx)
- GlobalLink / WordfastPRO TXML (.txml)
- GlobalLink / WordfastPRO XLIFF (.txlf)
- WPML XLIFF (багатомовний плагін WordPress)
- XLIFF з інших інструментів (.mqxliff, .xliff)

### Формати XML
- XML (загальний)
- DITA 1.0, 1.1, 1.2 та 1.3
- DocBook 3.x, 4.x та 5.x
- SVG
- Word 2003 ML
- XHTML

### Розробка програмного забезпечення
- JavaScript
- Властивості Java
- JSON
- Масиви PHP
- PO (портативні об'єкти)
- RC (ресурси Windows C/C++)
- ResX (ресурси Windows .NET)
- TS (джерело перекладу Qt Linguist)